# ان‌جی‌سی ۷۰۴۹
ان‌جی‌سی ۷۰۴۹ (انگلیسی: NGC 7049) نام یک کهکشان عدسی در صورت فلکی هندی است.